# Ахмед Адам (плавець)
Ахмед Адам (1 січня 1987) — суданський плавець.
Учасник Олімпійських Ігор 2008 року.